# Малороссийское подворье
Малороссийское подворье — подворье в Москве, на котором останавливались приезжавшие из Малороссии купцы, дипломаты, духовные деятели и другие. Возникло в 1660-х годах после Переяславской рады. Было расположено в ареале современного дома № 9 по улице Маросейке на углу Большого Златоустинского переулка. Подворье дало название и самой улице, которая поначалу называлась Малороссийка, но со временем для простоты произношения сократилась до «Маросейки».
Малороссийское подворье возникло после того, как государственная казна приобрела стоявшие здесь до середины XVII века два двора дьяка Андрея Немирова, чтобы обустроить на их месте подворье для выходцев из Малороссии. Царский указ от 12 января 1670 гласил: «Малороссийских городов казакам и мещанам, которые учнут к Москве приезжать для всяких своих дел и с товарами, являться и приезды свои записывать в Малороссийском приказе и ставиться на Малороссийский двор».
Рядом с Малороссийским подворьем находилась слобода, заселённая выходцами из Малороссии, которые в народной речи назывались «хохлами». С этим связаны названия современных Хохловского переулка и Хохловской площади, а также находящейся по соседству Церкви Троицы Живоначальной в Хохлах. В непосредственной близости от Малороссийского подворья находились палаты гетмана Ивана Самойловича.
Малороссийское подворье представляло собой каменные палаты, просуществовавшие до середины XVIII века. Впоследствии, территория подворья была застроена жилыми зданиями с магазинами и лавками на первом этаже. В конце XIX века на этом месте был построен доходный дом.